# Naturhindernis-Pferderennbahn

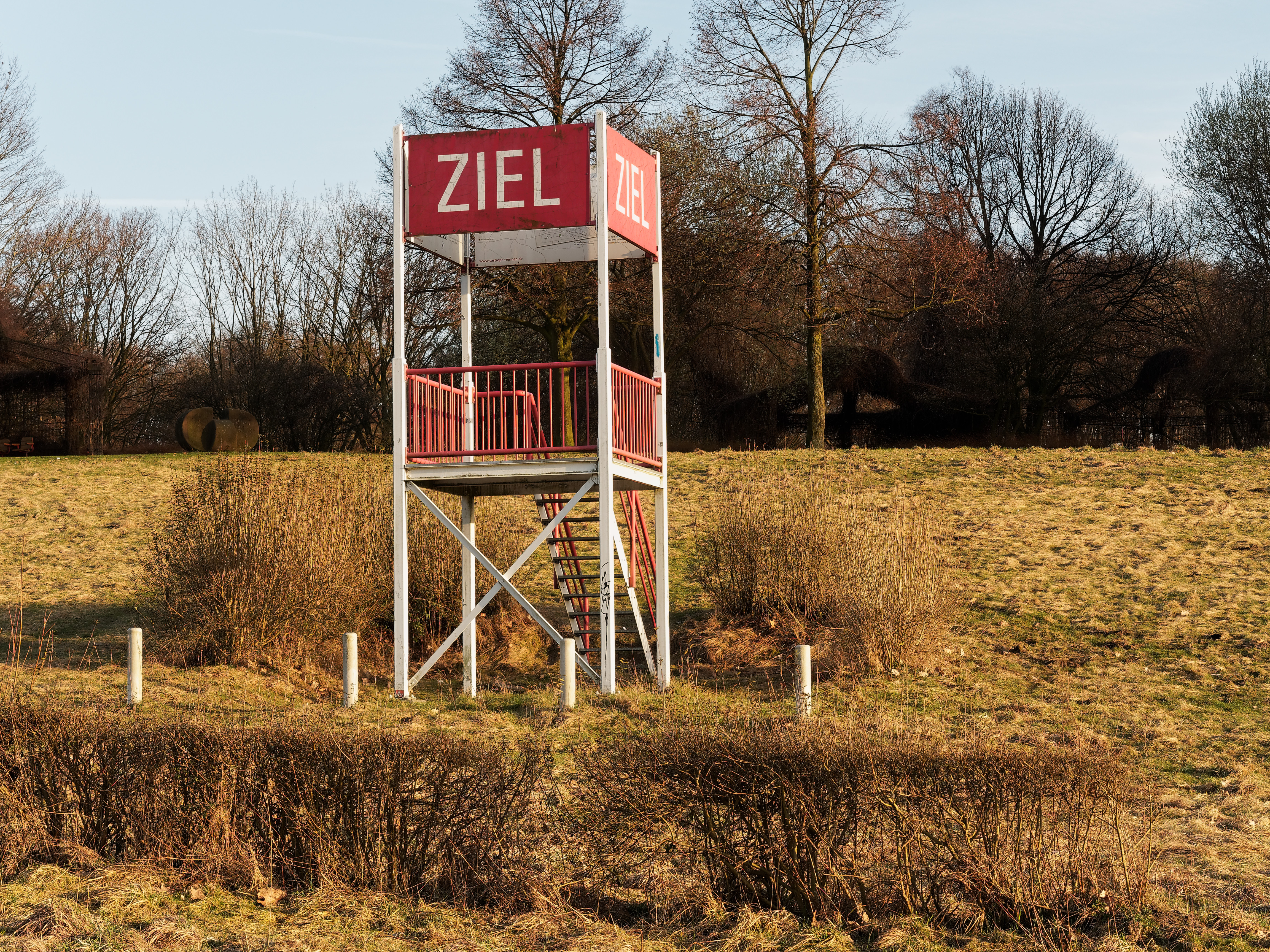
Nachbau des Zielturms

Die Naturhindernis-Pferderennbahn, ursprünglich Goldschmiedinger Renn-Bahn genannt, war ein Hindernisparcours für Pferderennen in Castrop-Rauxel. Heute ist das Gelände denkmalgeschützt und wird als Naherholungsgebiet genutzt. 
Bereits in den 1860er Jahren veranstaltete der Landwirtschaftliche Verein Castrop Pferdeprüfungen auf den Schlingermannschen Wiesen (heutiger Stadtgarten) im Rahmen von landwirtschaftlichen Ausstellungen. 1874 wird dort zum ersten Mal ein „Herrenrennen“, also ein wirkliches Pferderennen durchgeführt. 
1872 erwarb William Thomas Mulvany, Gründer der ersten Zeche auf Castroper Gebiet, nur wenige hundert Meter entfernt das Haus Goldschmieding, um es als Sommersitz für seine Familie zu nutzen. Er initiierte das erste Rennen 1874 und gründete das Renn-Comitee, das die neue Pferderennbahn mit Naturhindernissen gegenüber seinem Herrenhaus anlegen ließ. Die Gestaltung übernahm der Pferdesportfachmann James Toole nach dem Vorbild englischer Rennbahnen. Am 31. Juli 1875 fand der erste Renntag statt. 
Die Rennen entwickelten sich zum Großereignis, an dem bis zu 30.000 Zuschauer teilnahmen. 
1905 geht Haus Goldschmieding und das Renngelände in den Besitz der Gelsenkirchener Bergwerks-Aktien-Gesellschaft (GBAG) über. Die Rennbahn wird dem 1906 neu gegründeten Renn-Verein zur Verfügung gestellt. 
Mit Beginn des Ersten Weltkrieges wurden die Rennen eingestellt. 
1937 bis 1938 baute man die Rennbahn um, sie hatte nun eine hindernisfreie Flachbahn sowie eine Jagd- und Querfeldeinbahn mit 13 bis 23 natürlichen und künstlichen Hindernissen (zum Beispiel Ligusterhecken und Wassergräben), dazu einen Führring und einen Bereich mit Waage, Totalisatorgebäude und Sattelstall. Die Strecken waren 3000 bis 4500 Meter lang. Die Zuschauertribünen wurden auf drei Bereiche konzentriert. 
Während des Zweiten Weltkriegs ruhte wiederum der Rennbetrieb. 1950 wurde er wieder aufgenommen und 1970 endgültig aufgrund finanzieller Probleme aufgegeben. 

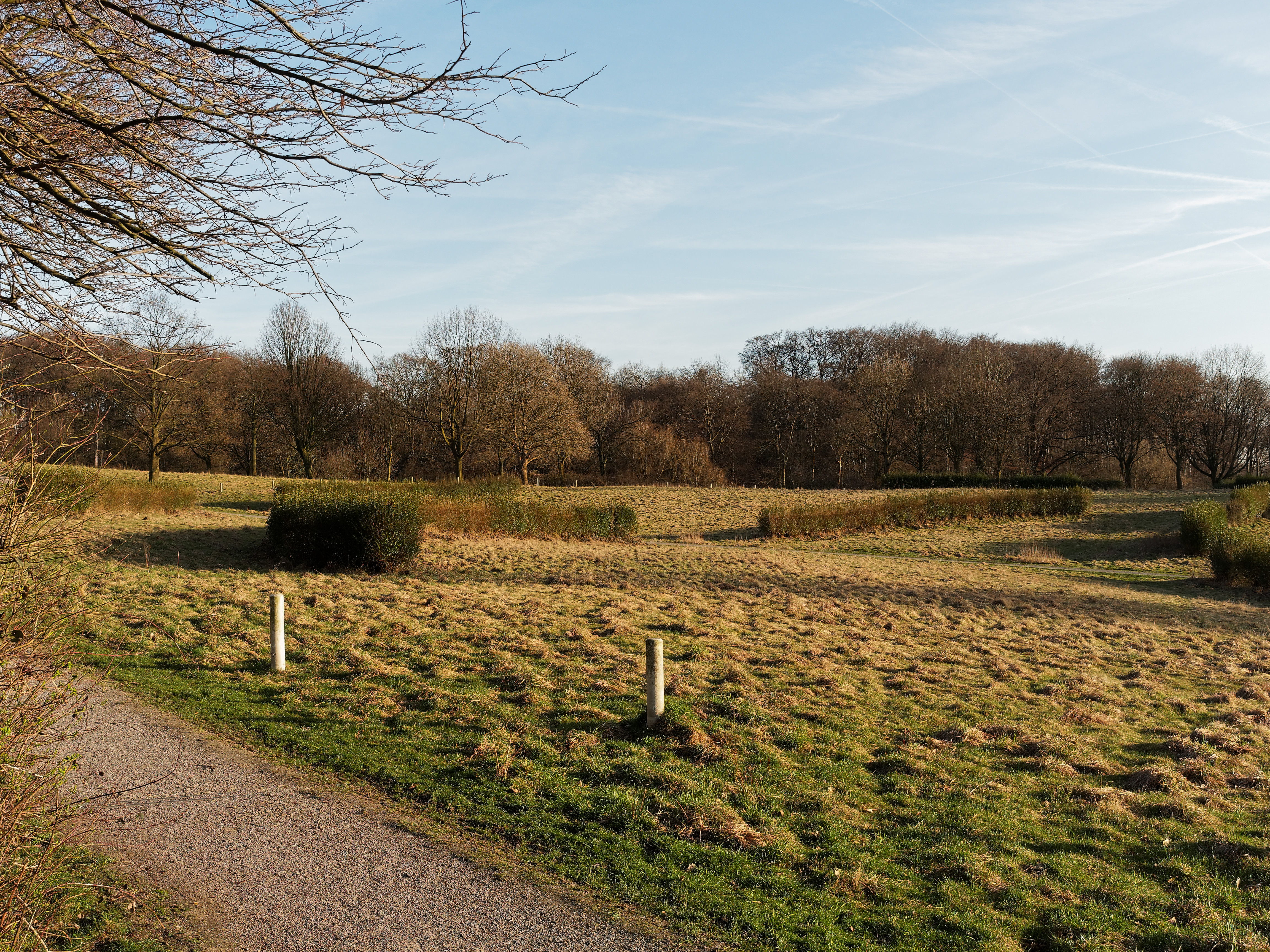
Die Anlage der ehemaligen Rennstrecke 2017

1971 erwarb die Stadt Castrop-Rauxel das Gelände. 1997 wurde im Rahmen der IBA Emscherpark ein Konzept zum Ausbau als Naherholungsgebiet zwischen den beiden Regionalen Grünzügen E und F und zum Erhalt des kulturhistorischen Erbes ausgearbeitet. Das Konzept umfasste auch eine Bestandsaufnahme der ehemaligen Renneinrichtungen und eine Sammlung zur Geschichte der Rennbahn. 
2003 wurde das Gelände aufgrund seiner kulturhistorischen und stadtentwicklungspolitischen Bedeutung unter Denkmalschutz gestellt.
Seit 2004 werden mit Unterstützung des Landes Nordrhein-Westfalen (Förderprogramm Ökologieprogramm im Emscher-Lippe-Raum) Teile der ehemaligen Rennbahn wieder hergerichtet. Von dem, an seinem historischen Standort neu errichteten, Zielturm hat man einen guten Überblick über das Gelände, im Inneren gibt es Fotos und Texte zur Geschichte. Einige Rennbahnen und Zuschauertribünen sind anhand weißer Poller kenntlich gemacht, ehemalige Hindernisse werden durch Hecken und Gabionen hervorgehoben. Das Gelände gehört heute zum Freizeitpark Schellenberg und Teil der Route der Industriekultur.